# Ron Yeats
Ron Yeats (Aberdeen, Escocia, 15 de noviembre de 1937-6 de septiembre de 2024) fue un futbolista y entrenador de fútbol escocés que jugó en la posición de centrocampista.

## Carrera

### Club
| Periodo   | Club                            |
| --------- | ------------------------------- |
| 1957-1961 | Dundee United FC                |
| 1961-1971 | Liverpool FC                    |
| 1971-1974 | Tranmere Rovers FC              |
| 1975      | Stalybridge Celtic FC           |
| 1975-1977 | Barrow AFC                      |
| 1976      | → Los Angeles Skyhawks (cedido) |
| 1977      | Santa Barbara Condors           |
| 1977      | Formby FC                       |
| 1977-1978 | Rhyl FC                         |

### Selección nacional
Jugó para Escocia en cuatro ocasiones de 1964 a 1966.

### Entrenador
| Periodo   | Club                                       |
| --------- | ------------------------------------------ |
| 1971-1974 | Tranmere Rovers FC (jugador-entrenador)    |
| 1975-1977 | Barrow AFC (jugador-entrenador)            |
| 1977      | Santa Barbara Condors (jugador-entrenador) |

## Muerte
En enero de 2024 Yeats fue diagnosticado con la enfermedad de Alzheimer. Murió a causa de la enfermedad el 6 de septiembre de 2024 a los 86 años.

## Logros

### Club
- Football League First Division: 1963–64, 1965–66
- Football League Second Division: 1961–62
- FA Cup: 1964–65[3]
- FA Charity Shield: 1964, 1965, 1966
- American Soccer League: 1975–76[4]

### Individual
- Posición 29 de los 100 mejores jugadores de la historia del Liverpool FC.